# Old Possum's Book of Practical Cats
Old Possum's Book of Practical Cats est un recueil de poésie publié par T. S. Eliot en 1939. 

## Sujet
Le recueil traite de psychologie et sociologie féline, et a inspiré à Andrew Lloyd Webber la comédie musicale Cats.

## Publications
- Chats ! [« Old Possum's Book of Practical Cats »]  (trad. Jacques Charpentreau, ill. [[]]), F. Nathan, 1982, 65 p. (BNF 34724582)
- Le Guide des chats du Vieil Opossum [« Old Possum's Book of Practical Cats »]  (trad. Jean-François Ménard, ill. Axel Scheffler), Gallimard jeunesse, 2010, 64 p. (ISBN 978-2-07-063297-8, BNF 42289766)